# Cartoon Network Racing
Cartoon Network Racing es un videojuego de carreras desarrollado por Eutechnyx para PlayStation 2 y por Firebrand Games para Nintendo DS, publicado por la desarrolladora de videojuegos danesa, The Game Factory. El juego llegó al mercado a finales de 2006.
Cartoon network Racing es un juego de carreras alocadas, de estilo similar a la serie Mario Kart, basado en distintos personajes de las series animadas más famosas del canal de televisión Cartoon Network.

## Versión de PS2

### Juego
En la versión de PlayStation 2 el jugador controla 2 personajes en un mismo vehículo, el conductor, que dirige el kart en los distintos circuitos, y el copiloto, que utiliza las armas y los objetos conseguidos. Hay campeonatos donde el jugador debe correr en diversos circuitos y ganar el máximo de puntos posible para liderar la clasificación y alzarse con el título. También hay modos de batalla donde dos equipos pueden medirse cuerpo a cuerpo y haciendo uso de objetos en varios modos, y otro modo de juego titulado "Cartoon Eliminators" en el cual en cada vuelta el personaje situado en último lugar es eliminado hasta que solo queda un personaje en el circuito.

### Personajes
En la versión de PS2 hay un total de 24 personajes disponibles:
| Johnny Bravo        | La Vaca y el Pollito | El laboratorio de Dexter | Las Chicas Superpoderosas                             | Soy la Comadreja | Coraje, el perro cobarde |
| ------------------- | -------------------- | ------------------------ | ----------------------------------------------------- | ---------------- | ------------------------ |
| Johnny Bravo        | Vaca                 | Dexter                   | Las Chicas Superpoderosas (Bombóm, Burbuja y Bellota) | Soy la Comadreja | Coraje                   |
| Bunny Bravo         | Pollito              | Dee Dee                  | Profesor Utonium (Utonio)                             | Jaimico          | Muriel                   |
| Suzy                | Flem                 | Madre de Dexter          | Mojo Jojo                                             | Trasero Rojo     | Justo                    |
| Carl Chryniszzswics | Earl                 | Padre de Dexter          | Him (El)                                              | ---              | ---                      |
| ---                 | ---                  | Cerebro                  | Fuzzy Lumpkins (Peludito)                             | ---              | ---                      |

## Versión de Nintendo DS

### Juego
En la versión de Nintendo DS, a diferencia de la versión de PS2, el jugador controla un único personaje en su vehículo quien conduce y hace uso de las armas y objetos a su alcance. Esta versión también dispone de campeonatos donde competir por el título y de modos de batalla donde enfrentarse directamente. En esta versión es posible que hasta un total de 8 jugadores puedan jugar simultáneamente en una misma partida.

### Personajes
En la versión de NDS hay un total de 14 personajes disponibles. A diferencia de PS2, Las Chicas Superpoderosas compiten por separado y cada una en su propio vehículo.
| Johnny Bravo | La Vaca y el Pollito | El laboratorio de Dexter | Las Chicas Superpoderosas | Soy La Comadreja       | Coraje, El Perro Cobarde |
| ------------ | -------------------- | ------------------------ | ------------------------- | ---------------------- | ------------------------ |
| Johnny Bravo | Vaca                 | Dexter                   | Bombóm                    | Soy la Comadreja       | Coraje                   |
| Bunny Bravo  | Pollito              | Dee Dee                  | Burbuja                   | I.R. Baboon (Jaimico)  | Muriel                   |
| Suzy         | ---                  | Cerebro                  | Bellota                   | Red Guy (Trasero Rojo) | Justo                    |
| ---          | ---                  | ---                      | Profesor Utonium (Utonio) | ---                    | ---                      |
| ---          | ---                  | ---                      | Mojo Jojo                 | ---                    | ---                      |
| ---          | ---                  | ---                      | Him (El)                  | ---                    | ---                      |